# Waltheria ackermanniana
Waltheria ackermanniana är en malvaväxtart som beskrevs av Karl Moritz Schumann. Waltheria ackermanniana ingår i släktet Waltheria och familjen malvaväxter. Inga underarter finns listade i Catalogue of Life.